# Maxus Mifa 7
Le Maxus Mifa 7 est un monospace électrique produit par le constructeur automobile chinois SAIC Maxus à partir de 2024.

## Présentation
Le Maxus Mifa 7 est présenté en Malaisie  en février 2024. Il est commercialisé en France à partir de juillet 2024.

## Caractéristiques techniques

### Batteries
Le MIFA 7 est disponible avec un choix de deux packs de batteries d'une capacité de 77 et 90 kWh offrant une autonomie respective de 410 et 480 km (WLTP).

## Finitions

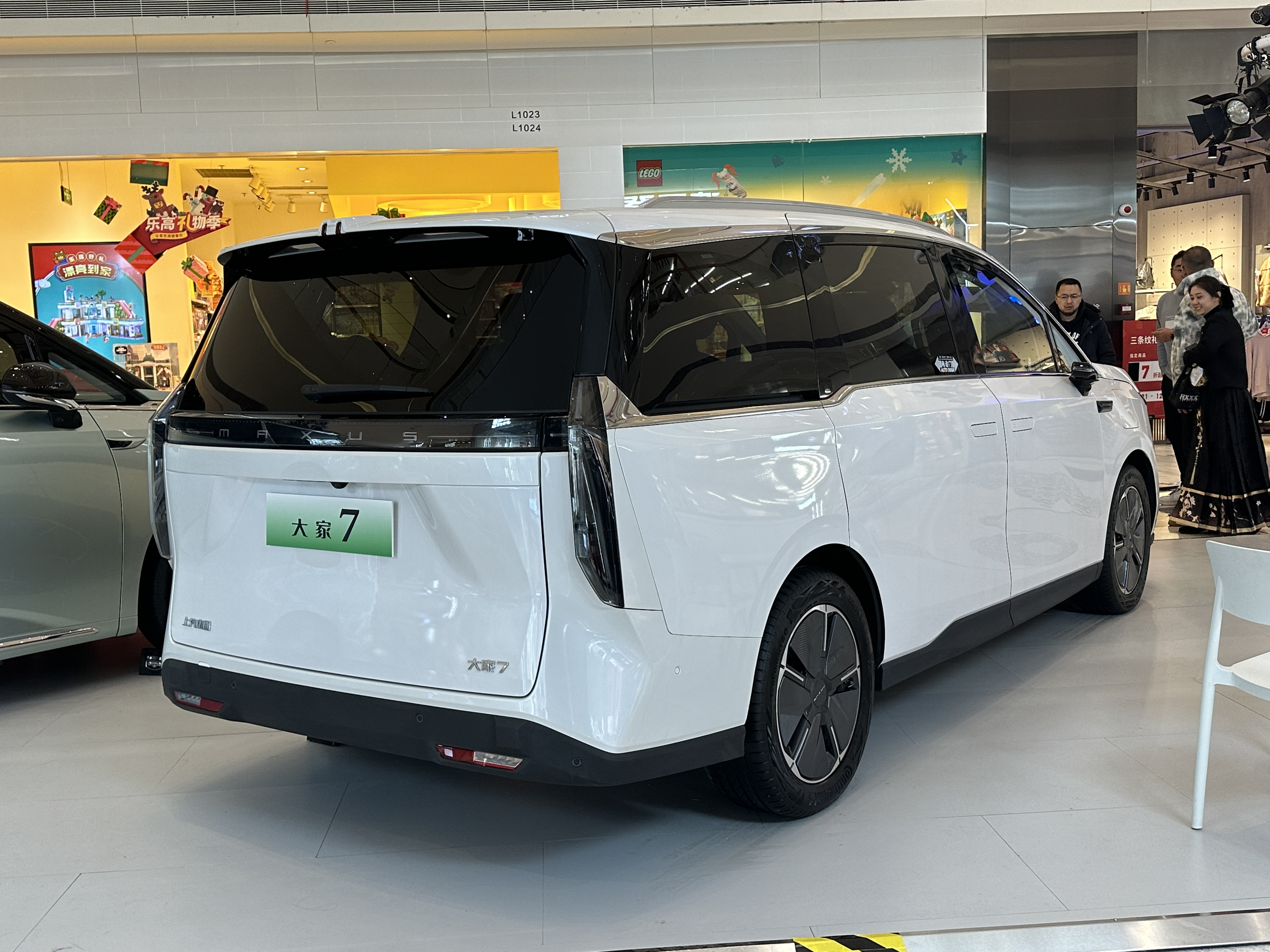
Vue arrière

- Luxe
- Premium